# Соломонов печат
Соломоновият печат или Соломоновият пръстен (на иврит: חותם שלמה; на арабски: خاتم سليمان) е символ – хексагон или в други случаи хексаграм, гравиран между няколко други символа. Знакът символизира кръговрата от еволюция и инволюция. Означава връзката между видимия и невидимия свят, и развитието на микрокосмоса – човека в макрокосмоса – света. Утвърждава познанието и мъдростта. В случаите когато е изпълнен като хексагон представлява Дървото на живота. Шестте ъгли на фигурата символизират дните на седмицата (седмият е посветен на Бога) и в същото време шестте познати по това време планети.
Соломоновият печат присъства върху много от копривщенските възрожденски каменни чешми в България. Смята се че това е символ на майстори-масони. Членовете на ложата са се ползвали с привилегии в империята, а наличието на Соломоновият печат предпазва градежа от разрушаване.